# Markus Becker (Handballspieler, 1979)
Markus Becker (* 23. November 1979 in Mainz) ist ein ehemaliger deutscher Handballspieler und heutiger -funktionär.

## Karriere
Der 1,95 Meter große Kreisläufer spielte in der Jugend für den TSV Schott Mainz, den TV Bodenheim und TuS Eintracht Wiesbaden, wo er in der 2. Bundesliga auflief. 1999 wechselte er zur zweiten Mannschaft der SG Wallau/Massenheim, die in der Regionalliga spielte. In der Saison 2002/03 war er in der Bundesliga für den VfL Pfullingen aktiv und wurde danach vom TuS N-Lübbecke verpflichtet. Im Januar 2005 wechselte Becker zum Zweitligisten TSG Oßweil. Als der Verein 2006 Insolvenz anmeldete, schloss er sich der SG Leutershausen an, die ebenfalls kurze Zeit später den Spielbetrieb in der zweiten Liga einstellen musste. Es folgte ein 14-tägiges Engagement beim VfL Waiblingen, bevor er ein Angebot des Bundesligisten HBW Balingen-Weilstetten annahm und die Saison 2006/07 dort zu Ende spielte. In der Saison 2007/08 spielte er für Zweitligist TSG Friesenheim. Danach war Becker zunächst vereinslos und wurde im November 2008 vom Oberligisten HV Stuttgarter Kickers verpflichtet, wo er seine aktive Karriere 2011 beendete.
Von Mai 2009 bis März 2011 war der Diplom-Ökonom neben seiner Spieler-Tätigkeit auch Manager der Stuttgarter Kickers und von Juli 2011 bis Mai 2012 bei der HBW Balingen-Weilstetten. Seitdem ist er Geschäftsführer einer Spielerberater-Firma, die hauptsächlich Handballspieler der ersten und zweiten Bundesliga zu ihren Kunden zählt.